# Kohei Mochizuki
Kohei Mochizuki (望月 耕平, Mochizuki Kōhei), né le 7 juin 2006 à Kanagawa, est un footballeur japonais qui évolue au poste de milieu offensif au Yokohama F. Marinos.

## Biographie

### Carrière en club
Né  à Kanagawa, Kohei Mochizuki est formé au Yokohama F. Marinos, où il s'illustre d'abord en équipe de jeunes,.

### Carrière en sélection
Déjà convoqué avec les moins de 16 ans, Mochizuki  est sélectionné pour le Championnat d'Asie avec les moins de 17 ans japonais en juin 2023,.
Plusieurs fois buteur et passeur décisif lors de la compétition, avec en tout six contributions, il permet notamment aux siens de se qualifier pour la coupe du mondu Junior en éliminant l'Australie de Nestory Irankunda. Le Japon atteint ensuite la finale de la compétition après sa victoire face à l'Iran, remportant alors le tournoi en battant la Corée du Sud 3-0,,.

## Palmarès
| Japon -17 ans - Championnat d'Asie (1) - Vainqueur en 2023 (en) |